# جايسون سومر
جايسون سومر (بالإنجليزية: Jason Sommer)‏ هو شاعر أمريكي، ولد في 1950.